# Arz (Liban)
Pour les articles homonymes, voir Arz et Ariz.

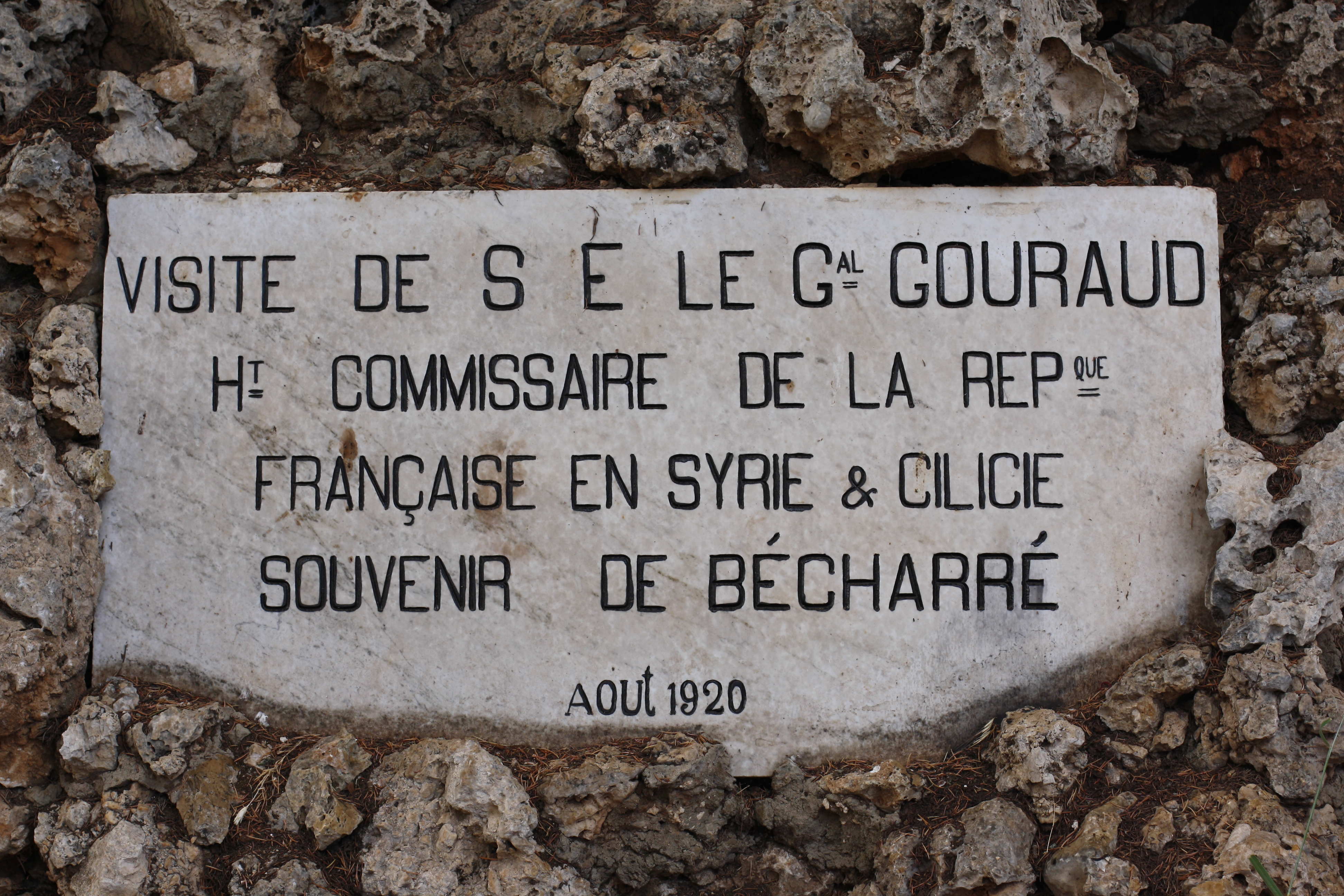
Plaque commémorative datant du Mandat Français en 1920

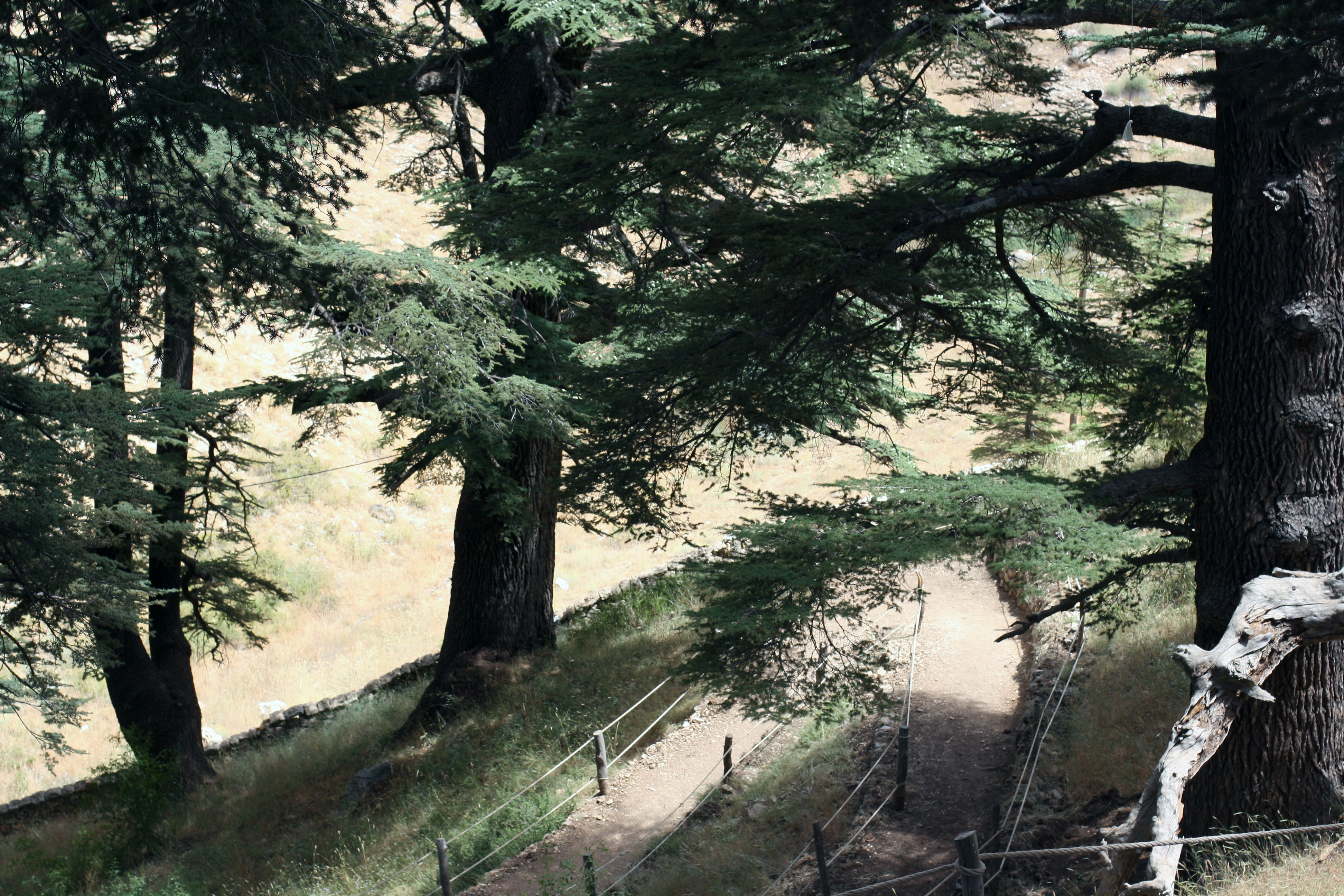
Forêt des cèdres de Bcharré

Arz ou Ariz (en arabe : ارز), ou Les Cèdres est un village libanais situé dans le gouvernorat du Nord sur la commune de Bcharré. Le village est une station de sports d'hiver et le deuxième plus grand domaine skiable du Liban avec Kfardebian et Faqra. Il est situé à 32 kilomètres au sud-est de Tripoli, à 21 kilomètres du Batroun et à 76 kilomètres au nord-est de Beyrouth. En hiver, l'épaisseur de neige peut dépasser les 9,5 m si l'hiver est rigoureux. C'est le lieu le plus froid du Liban avec le record de la plus basse température libanaise de -22,7 degrés.

## Climat
Avec des hivers relativement froids et des étés frais, Arz a un climat montagnard de par sa situation sur la chaîne du Mont-Liban. Contrairement au littoral, la température n'y dépasse que rarement les 30 degrés. Le record de chaleur y est de 32 degrés (enregistré le 18 juillet 2003).
| Mois                              | jan. | fév. | mars | avril | mai  | juin | jui. | août | sep. | oct. | nov. | déc. |
| --------------------------------- | ---- | ---- | ---- | ----- | ---- | ---- | ---- | ---- | ---- | ---- | ---- | ---- |
| Température minimale moyenne (°C) | −2,6 | −3   | −0,9 | 3,2   | 7    | 10,5 | 12,5 | 13,4 | 10,9 | 7,8  | 4,1  | 0,1  |
| Température maximale moyenne (°C) | 4,2  | 4,5  | 7    | 11,6  | 16,3 | 19,6 | 22,7 | 23,5 | 20,8 | 16,9 | 11,6 | 7,2  |
| Précipitations (mm)               | 212  | 173  | 138  | 72    | 32   | 4    | 0    | 0    | 3    | 10   | 102  | 166  |

## Situation
Le village d'Arz se situe dans le Mont-Liban à près de 1900 m d'altitude, les hivers y sont froids tandis que l'été y est beaucoup plus supportable que sur la bande littorale.
Situé au fond de la vallée de la Qadisha, le village est un point de passage vers la vallée de la Békaa via le col d'Aïnata situé à 10 km du bourg à 2590 m d'altitude (accès fermé l'hiver).

## Forêt de cèdres
Le village abrite les vestiges de l'immense forêt de cèdres qui s'étirait sur le Mont Liban: La forêt des Cèdres de Dieu classée réserve forestière.